# Harri Lill
Harri Lill (22 de julio de 1991) es un deportista estonio que compite en curling. Ganó una medalla de plata en el Campeonato Mundial de Curling Mixto Doble de 2024.

## Palmarés internacional
| Campeonato Mundial Mixto Doble | Campeonato Mundial Mixto Doble | Campeonato Mundial Mixto Doble | Campeonato Mundial Mixto Doble |
| Año                            | Lugar                          | Medalla                        | Prueba                         |
| ------------------------------ | ------------------------------ | ------------------------------ | ------------------------------ |
| 2024                           | Östersund (Suecia)             | Medalla de plata               | Mixto doble                    |